# Akuyūkai
Akuyūkai ~Akuyūkai~ (jap. (悪友會〜あくゆうかい〜) – drugie EP zespołu the GazettE wydane w 2003 roku. Autorem tekstów piosenek jest Ruki, zaś kompozytorem utworów the GazettE.

## Lista utworów
| Nr | Tytuł                 | Czas |
| -- | --------------------- | ---- |
| 1. | "Oni no men" (鬼の面) | 5:02 |
| 2. | "Ray"                 | 5:49 |
| 3. | "Wife"                | 5:22 |
| 4. | "Ito" (絲)            | 6:41 |

## Informacje
- Pierwsze wydanie było ograniczone do 5000 egzemplarzy.
- Edycja limitowana ukazała się w formie digipak'ów.
- Piosenka Wife jest nowo nagraną wersją z singla Gozen 0-ji no Trauma Radio z 2002 roku.
- Limitowana edycja zawierała także zdjęcie, którego nie posiadała edycja regularna.
- Akuyūkai wypuszczono ponownie w 2005 roku.